# Jean Fidler
Jean Fidler est un architecte et décorateur français, né le 27 février 1890 à Moscou et mort le 24 juillet 1977 dans le 15e arrondissement de Paris.

## Biographie
Né à Moscou dans une famille d'origine estonienne, il y fait ses études secondaires. Son père s'étant trouvé compromis lors de la Révolution de 1905, il émigre à Paris où il s'inscrit à l'École spéciale d'architecture, dans l'atelier de Lafillée, formation que, de retour en Russie, il complète à l'École d'architecture de Moscou.
La Révolution d'Octobre le contraint à émigrer une seconde fois en France. Après avoir travaillé dans l'agence Lucet, notamment pour la reconstruction de Varennes-en-Argonne, il crée sa propre agence. Travaillant d'abord avec son frère Alexandre, puis avec Alexandre Poliakoff, il se spécialise dans la conception d'hôtels particuliers, de villas et d'immeubles de rapport.

## Œuvres

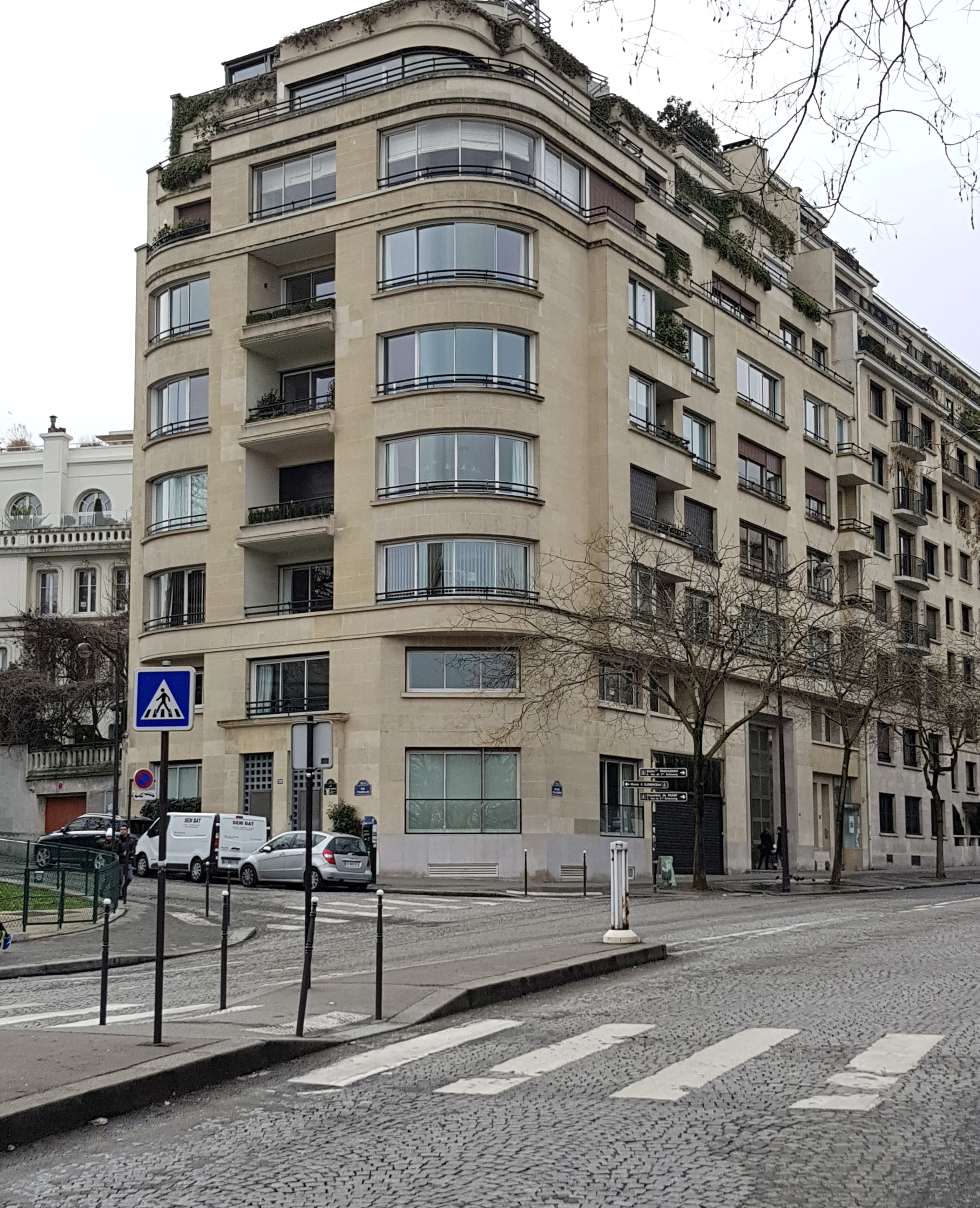
Immeuble d’habitation situé au 1 avenue Paul-Doumer, Paris, construit par Jean Fidler et B. Lochak entre 1935 et 1937.

Sa première réalisation d'importance est l'hôtel particulier que fait bâtir rue du Conseiller-Collignon à Paris le chef d'orchestre Serge Koussevitzky. La renommée que lui vaut cette réalisation lui attire une clientèle parisienne qui lui commandera au cours des années 1920 et 30 des villas, comme celle de l'actrice Annabella au Pyla, et des immeubles d’habitation ou des hôtels particuliers dans les 7e et 16e arrondissements de Paris, dans la banlieue ouest comme la maison Worth à Neuilly-sur-Seine (avec Alexandre Poliakoff), ou encore sur la Côte d'Azur.

## Source
- Alexis Markovics (sous la direction de François Loyer), « Jean Fidler (1890-1977), un architecte des années 30 à Paris », Paris Patrimoine, no 1, 2004.